# Biserica „Sfântul Arhanghel Mihail” din Scumpia
Biserica „Sf. Arhanghel Mihail” este o biserică amplasată în Scumpia, raionul Fălești, Republica Moldova. Este un monument arhitectural de importanță națională inclus în Registrul monumentelor Republicii Moldova ocrotite de stat cu nr. 1224 (raionul Fălești). Datează din 1774.